# Bockshult
Bockshult är en by i Färgaryds socken i Hylte kommun
Bockshult omtalas i dokument första gången 1690; på 1700-talet fanns här tre gårdar. I samband med laga skifte 1820 flyttades byggnaderna vid "gamle tomt" ut; idag finns endast grundstenar kvar på platsen. I Bockshult fanns även soldattorpet för soldat nummer 50 vid Södra Västbo kompani. 1870-1909 låg även Bockshults skola i byn.